# جواد رومی دینی
جواد رومی دینی (زاده ۱۹۴۸)  یکی از ژنرال‌های سابق ارتش عراق است که در حال حاضر در مصر در تبعید زندگی می‌کند.